# Þverá (Markarfljót)
Pour les articles homonymes, voir Þverá.
Le Þverá, hydronyme islandais signifiant littéralement en français « l'affluent », est un cours d'eau d'Islande qui nait d'une diffluence du Markarfljót, un fleuve du sud du pays.

## Géographie
Le Markarfljót, s'étalant dans une plaine alluviale, le Markarfljótsaurar, prend la forme d'un cours d'eau en tresses. À la hauteur de la Þórólfsfell, une partie des bras s'écartent du lit principal en direction de l'ouest alors que le reste du cours d'eau oblique vers le sud, donnant naissance au Þverá. Longeant des montagnes sur une vingtaine de kilomètres dont il reçoit rive droite les eaux de nombreux petits cours d'eau et de l'Eystri-Rangá, il se jette dans l'Ytri-Rangá pour former l'Hólsá qui se jette à son tour dans l'océan Atlantique au bout de quelques kilomètres.